# 關引之
關引之（17世紀—1630年代），字瓞綿，南直隸太平府當塗縣人，明朝、南明政治人物。

## 生平
關引之的父親為生員、贈通議大夫關嘉應曾聽從堪輿家修繕河道與學校，天啟元年（1627年），關引之登應天鄉試，崇禎元年（1628年）成進士，獲授汝州知州。當時連下三個月大雨，州城倒下，屬縣土賊作亂，他一邊重建州城一邊防守，有擒無縱，賊人因此不敢侵犯；陞戶部員外郎、禮部郎中，十年（1637年）武會試分考號稱得人，再陞福建巡海道副使，不接受副總兵鄭芝龍的餽贈，又監督對方平定海島流寇，功績上報後得賜「鯨海安瀾」牌匾，在任內去世。

## 引用
1. 1 2  乾隆《當塗縣志·卷十八·人物》：關引之 字瓞綿，少羸弱，奉庭訓手不釋卷；父嘉應諸生，有名通，堪輿家言郡城淮河不通，人文受困，濬河修學皆嘉應首事。引之中辛酉鄉試，戊辰登進士知汝州，值淫雨三月，州城悉圮，屬邑土賊告變，引之且築且守立法甚嚴，有擒無縱，賊嚙指不敢犯；陞戶部員外郎，晉禮部郎中，丁丑武會試引之分房稱得人，陞福建巡海道，副總兵鄭之龍初受節制，所餽多海上珍異，引之堅郤，之龍畏服。島嶼餘孽未靖，檄龍討平，奉命唯謹慎，績上聞，賜「鯨海安瀾」獎額，卒於官，父嘉應贈通議大夫。
2. ↑  乾隆《當塗縣志·卷十七·選舉》：哲帝 天啟元年辛酉科（舉人） 關引之 見進士……莊烈帝 崇正元年戊辰科（進士） 關引之 劉若宰榜，累官福建布政司參議，見宦績